# NGC 4587
NGC 4587 ist eine linsenförmige Zwerggalaxie mit aktivem Galaxienkern vom Hubble-Typ S0 im Sternbild Jungfrau auf der Ekliptik. Sie ist schätzungsweise 37 Millionen Lichtjahre von der Milchstraße entfernt und hat einen Durchmesser von etwa 10.000 Lichtjahren. Unter der Katalognummer VCC 1763 ist sie als Mitglied des Virgo-Galaxienhaufens aufgeführt.

Im selben Himmelsareal befinden sich u. a. die Galaxien NGC 4544, NGC 4600, NGC 4636.
Das Objekt wurde am 17. April 1882 von dem Astronomen Johann Palisa entdeckt.